# Xylopezia
Xylopezia — рід грибів. Назва вперше опублікована 1917 року.

## Класифікація
До роду Xylopezia відносять 5 видів:
- Xylopezia biseptata
- Xylopezia excellens
- Xylopezia hemisphaerica
- Xylopezia hemisphaerica
- Xylopezia inclusa